# Timothy Balme
Timothy Balme (né en 1967) est un acteur et scénariste néo-zélandais.

## Filmographie

### comme acteur
- 1991 : Away Laughing (série TV) : Various Characters
- 1992 : Braindead : Lionel Cosgrove
- 1994 : Jack Brown Genius : Jack Brown
- 1994 : Tin Box : Adam
- 1994 : The Last Tattoo : Jim Mitchell
- 1994 : La Vie en rose : Priest
- 1994 : Hercule et le Monde des ténèbres (Hercules in the Underworld) (TV) : Lycastus
- 1992 : Shortland Street (série TV) : Greg Feeney (1994, 1995-1996, 1999)
- 1995 : Headlong : Arthur
- 1996 : Planet Man : Ant
- 1998 : Via Satellite : Ken
- 1999 : Greenstone (série TV) : Father Michael
- 2000 : Exposure (vidéo) : Brad
- 2001 : Mercy Peak (série TV) : Ken Wilder
- 2002 : The Vector File (TV) : Paul
- 2003 : For Good : Grant Wilson
- 2004 : Deceit (TV) : Kevin Ordell
- 2004 : Not Only But Always (TV) : NY Club Compere
- 2007 : The Tattooist : Le père de Jake
- 2010 : No Reason : Le médecin
- 2011- 2012 : Nothing Trivial (série TV) : Jules
- 2013 : The Almighty Johnsons (série TV) : Mike Johnson

## Récompenses
- 1993 : meilleur acteur aux New Zealand Film and Television Awards pour Braindead
- 1996 : meilleur acteur aux New Zealand Film and Television Awards pour Jack Brown Genius